# شاهزاده‌نشین اورانژ
شاهزاده‌نشین اورانژ (la Principauté d'Orange) در ۱۱۶۳ میلادی تأسیس شد.
در این سال فردریش بارباروسا، امپراتور مقدس روم به این بخش از امپراتوری (بخش اورانژ) استقلال کامل اعطا کرد.
این شاهزاده‌نشین در سال ۱۵۴۴ به ویلیام خاموش از خاندان اورانژ-ناسو منتقل شد و قسمتی از دارایی‌های پراکندهٔ خاندان اورانژ-ناسو باقی ماند تا این که در سال ۱۷۱۳ طبق قرارداد اوترخت به فرانسه واگذاشته شد.